# Membrana basilar

Òrgan de Corti:
1: Perilimfa, 2: Endolimfa.
3: Membrana tectòria.
4: Òrgan de Corti: Cèl·lules ciliades: 5: interna, 6: externes, 7: Pilar intern, 8: Pilar extern, 9: Cèl·lules de Deiters, 10: Cèl·lules de Hensen, 11: Cèl·lules de Claudius.
12: Membrana basilar, 13: Conducte coclear, 14: Túnel de Corti, 15: Túnel del solc espiral intern, 16: Rampa timpànica, 17: Làmina espiral òssia. 18: Branques del nervi coclear: 19: Fibres eferents, 20: Fibres aferents.

La membrana basilar és una membrana situada a l'interior de la còclea. És la responsable de la resposta en freqüència de l'oïda.
Això es deu al fet que la membrana basilar varia en massa i rigidesa al llarg de tota la seva longitud, amb el que la seva freqüència de ressonància no és la mateixa en tots els punts:
- En l'extrem més proper a la finestra oval i a la finestra rodona, la membrana és rígida i lleugera, pel que la seva freqüència de ressonància és alta.
- Per contra, a l'extrem més distant, la membrana basilar és pesada i suau, amb el que la seva ressonància és baixa freqüència.

El marge de freqüències de ressonància disponible a la membrana basilar determina la resposta en freqüència de l'oïda humana, les audiofreqüències que van des dels 20 Hz fins als 20 kHz. Dins d'aquest marge d'audiofreqüències, la zona de major sensibilitat de l'oïda humana es troba en els 1000 i els 5000 Hz (cosa que explica per què l'oïda humana té més sensibilitat davant dels tons aguts).
I permet que siguem capaços de tolerar un rang dinàmic que va des dels 0 db (llindar d'audició) als 120 dB (llindar de dolor)
Tot i que és la membrana basilar la que analitza les freqüències, les cèl·lules capaces de descodificar aquesta informació i enviar-la al cervell, no es troben aquí, sinó que són a l'òrgan de Corti.
El moviment de la membrana basilar empeny a l'òrgan de Corti sobre la membrana tectòria. Aquesta pressió estimula de forma diferencial (en funció de la freqüència de ressonància de cada punt de la membrana basilar) a les cèl·lules de l'òrgan de Corti.